# Aspila viriplaca
Aspila viriplaca là một loài bướm đêm trong họ Noctuidae.